# Zygmunt Balk

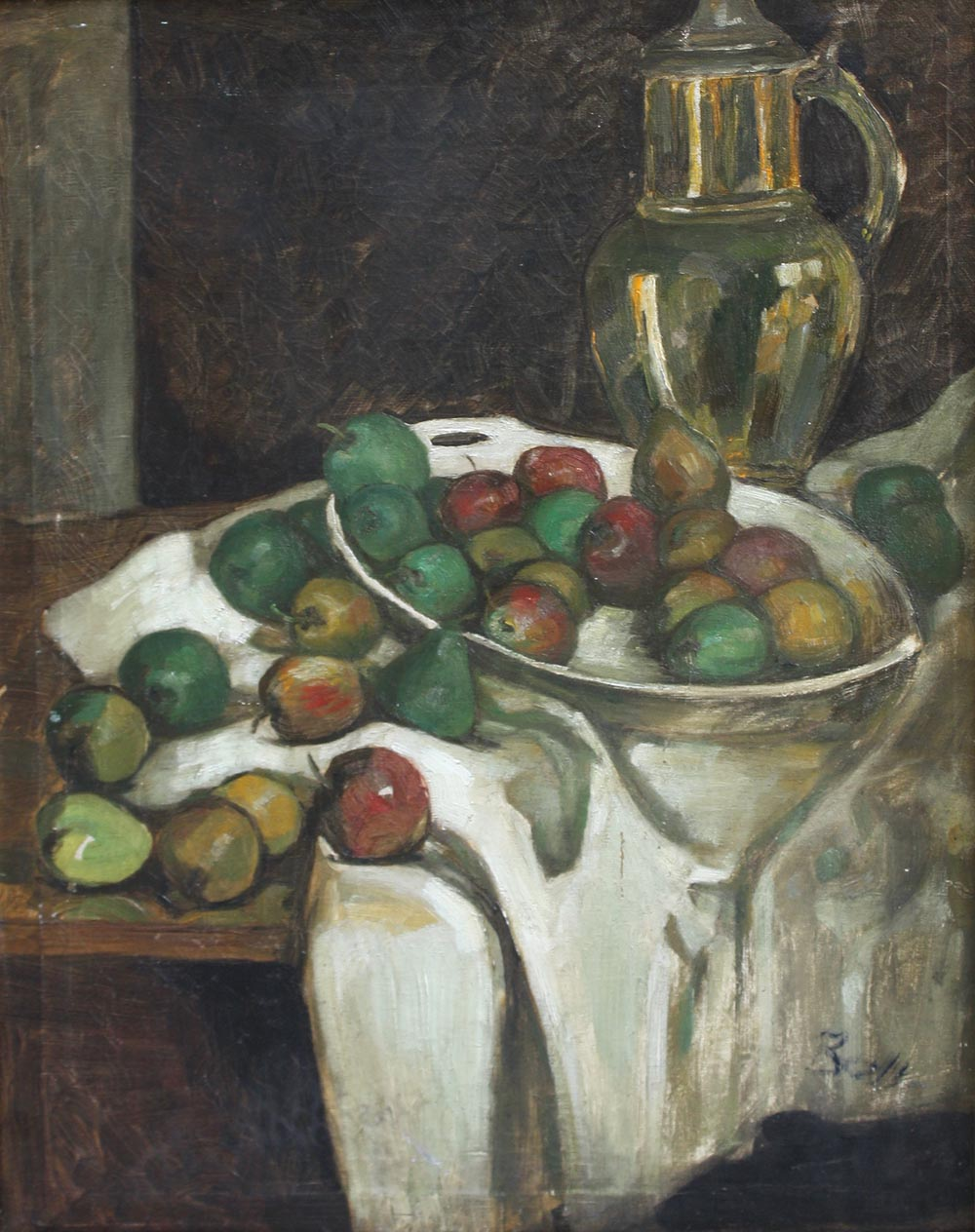
Martwa natura z dzbanem

Zygmunt Balk (ur. 14 lipca 1873 we Lwowie, zm. w październiku 1941 tamże) – malarz i scenograf teatralny, ojciec poety Henryka Balka.

## Życiorys
Naukę zawodu rozpoczął we Lwowie w pracowni dekoratora teatralnego Jana Dülla (1839-1901) oraz w lwowskiej Szkole Przemysłowej. Odbył praktykę w Wiedniu u dekoratora opery wiedeńskiej Hermana Borghardta. Kształcił się również w Berlinie, Lipsku, Monachium i Dreźnie.
Od 1895 projektował dekoracje dla lwowskiego Teatru Skarbkowskiego oraz dla teatrów żydowskich we Lwowie i w Stanisławowie. Zajmował się również malarstwem sztalugowym.
W budynku Izby Handlowo-Przemysłowej w latach 1908–1909 wykonał wspólnie z Feliksem Wygrzywalskim (ojcem) trzy polichromie ścienne. Stworzył też polichromie w lwowskim dworcu kolejowym.
Na międzynarodowej wystawie scenografii teatralnej w Rzymie w 1913 otrzymał złoty medal za dekoracje do oper Richarda Wagnera.
W styczniu 1928 w Teatrze Wielkim we Lwowie odbyła się premiera opery Eugena d’Alberta „Golem” w scenografii Zygmunta Balka. W okresie władzy radzieckiej 1939-1941 nadal zajmował się scenografią, m.in. do sztuki „Winni bez winy” Aleksandra Ostrowskiego w reżyserii Idy Kamińskiej.
Zamieszkiwał w domu rodzinnym przy ul. Hermana 6 we Lwowie (późniejsza ul. Łemkowska). Zginął we Lwowie.